# Я ненавижу истории любви
«Я ненави́жу исто́рии любви́» (хинди आई हेट लव स्टोरीस; англ. I Hate Luv Storys) — индийская романтическая комедия от режиссёра Пунита Мальхотры. Часть съёмок фильма проходила в Куинстауне (Новая Зеландия).
Премьера состоялась 2 июля 2010 года. Фильм собрал 38 кроров в прокате в первые десять дней. Это был первый успешный фильм в фильмографии Сонам Капур, а также первый коммерческий успех Dharma Productions после периода кассовых провалов.
За исполнение прозвучавшей в этом фильме песни «Bahara» Шрея Гхошал была награждена Star Screen Award и номинирована на Filmfare Award за лучший женский закадровый вокал. Композиция «Bin Tere» была номинирована на Zee Cine Awards за лучшее исполнение и как «Песня года».

## Сюжет
Джей (Имран Хан) считает, что любви не существует, а романтика — это глупости. По иронии судьбы он работает помощником режиссёра наиболее романтичных фильмов в Индии. Работа сводит его с художником-постановщиком Симран (Сонам Капур). Она обожает любые проявления романтики, особенно романтические фильмы, и её отношения с идеальным Раджем, представляются ей примером того, что романтика существует не только на экране кинотеатра.
Вначале разница в мировоззрении вызывает у Симран антипатию к Джею, но постепенно, работая вместе и встречая его каждый день на съемочной площадке, она влюбляется. Однако, когда она открывает ему свои чувства, Джей отвечает, что никогда не думал о ней больше чем о друге. Расстроенная Симран не желает больше видеть Джея и возвращается к Раджу.
Джей же, отвергнув Симран, со временем понимает, что его чувства к ней переросли дружеские и трансформировались в нечто большее. Он решает извиниться перед ней и признаться ей в любви. Но Симран отвечает ему, что уже слишком поздно, она снова встречается с Раджем и не хочет причинять ему боль.
Герои продолжают работать вместе и вместе уезжают на съемки фильма в Новую Зеландию. Джей хочет спровоцировать Симран открыть свои настоящие чувства к нему, вызвав ревность, но она остается холодна. А по окончании съемок Радж делает Симран предложение руки и сердца, и она соглашается.

## В ролях
- Имран Хан — Джей Дхингра
- Сонам Капур — Симран
- Самир Даттани[англ.] — Радж Дхолакия, парень Симран
- Самир Сони[англ.] — Вир Капур, режиссёр
- Кавин Дэйв[англ.] — Кунал, друг Джея
- Бруна Абдалах[англ.] — Жизель, подружка Джея
- Амир Али Малик[англ.] — Раджив Кумар, актёр
- Пуджа Гаи[англ.] — Прия, актриса
- Анджу Махендру[англ.] — мать Джея
- Кетки Даве[англ.] — мать Симран
- Шириш Шарма — отец Симран
- Кхушбу Шрофф — Нидхи
- Асим Тивари — Никхил

## Саундтрек
Вся музыка написана дуэтом композиторов Вишал-Шекхар.
| №  | Название             | Автор(ы)           | Исполнитель                        | Длительность |
| -- | -------------------- | ------------------ | ---------------------------------- | ------------ |
| 1. | «Jab Mila Tu»        | Анвита Датт Гуптан | Вишал Дадлани                      | 4:11         |
| 2. | «Bin Tere»           | Вишал Дадлани      | Шафкват Аманат Али, Сунидхи Чаухан | 5:30         |
| 3. | «I Hate Love Storys» | Кумар              | Вишал Дадлани                      | 5:45         |
| 4. | «Bahara»             | Кумар              | Шрея Гхошал, Сона Мохапатра        | 5:25         |
| 5. | «Sadka»              | Анвита Датт Гуптан | Сурадж Джаган, Махалакшми Айер     | 5:43         |

## Отзывы критиков
Помимо любовной истории, фильм показывает часть производства кинофильмов в Болливуде, причем зачастую в пародийном ключе. Так образ «режиссёра самых романтичных фильмов» Вира Капура был во многом списан с Карана Джохара, а в видео для песни «Sadka» Джей и Симран предстают в образах героев известных мелодрам Индии. Также в «Я ненавижу любовные истории» были включены эпизоды из фильмов «Непохищенная невеста», «Желание сердца» и «Ты и я». Однако это по мнению Пратима Гупты из The Telegraph сделало фильм похожим на «антологию трейлеров, вырезанных из самых успешных романтических комедий и драм Болливуда за последние 15 лет».
По этому поводу Суканья Верма из Rediff.com замечает, что фильм «отражает дух творца, выросшего на сериале «Друзья» и мелодрамах Болливуда конца 90-х годов».
А Никхат Казми из Times of India добавляет, что фильм «высмеял ромкомы, которые скатываются ежегодно с фабрики под названием Болливуд, только чтобы в итоге повторить их, как наиболее востребованных публикой».
Практически все критики называют сюжет фильма излишне предсказуемым, а диалоги — банальными. Однако все они также замечают, что Имран и Сонам составили прекрасную экранную пару. И хоть их игра не была особо выдающейся, одним из составляющих успеха фильма было именно их совместное выступление. При этом, известный кинокритик Bollywood Hungama Таран Адарш заметил, что сосредоточившись на раскрытии отношений между героями Имрана и Сонам, отношения героини с её родителями и женихом были оставлены практически полностью за кадром.
Из второстепенных героев критики отмечают игру Кавина Дэйва, затмевающего в некоторых сценах главного героя, и Самира Сони. В то же время у Самира Даттани не было достаточно экранного времени, чтобы полностью раскрыться и показать свой актерский талант.

## Награды и номинации
- Star Screen Award за лучший женский закадровый вокал (англ.) — Шрея Гхошал с песней «Bahara»
- Номинирован на Star Screen Award за лучшую мужскую роль (Выбор публики) (англ.) — Имран Хан[7]
- Номинирован на Filmfare Award за лучший женский закадровый вокал — с песней «Bahara»[8]
- Номинирован на Apsara Award за лучшую музыку — Вишал-Шекхар[англ.][9]
- Номинирован на Zee Cine Award «Песня года» (англ.) — «Bin Tere»[10]
- Номинирован на Zee Cine Award за лучший мужской закадровый вокал (англ.) — Шафкват Аманат Али[англ.] за песню «Bin Tere»[10]
- Номинирован на Zee Cine Award за лучший дебют в качестве режиссёра (англ.) — Пунит Мальхотра[англ.][10]